# Brunelliaceae
Brunelliaceae es una familia de plantas con flores con un único género, Brunellia, que agrupa 79 especies nativas de las zonas montañosas del sur de México y Bolivia. 

## Descripción
Se compone de árboles; plantas hermafroditas, dioicas o ginodioicas. Hojas opuestas o raramente ternadas, pinnadas u ocasionalmente simples; folíolos serrados; estípulas y estipelas presentes. Inflorescencias en panículas cimosas, axilares; sépalos 5 (–8), valvados; pétalos ausentes; estambres en 2 (–3) series, usualmente dos veces el número de los sépalos; ovario súpero, apocárpico, rodeado por un disco nectarífero; carpelos (1–) 2–8 (–9), ovoides, con un estilo alargado, persistente y terminal. Frutos foliculares, carpelos libres, frecuentemente en forma de estrella; semillas 1–2 por carpelo, lustrosas y duras, usualmente persistentes en los funículos.

## Taxonomía
El género fue descrito por Ruiz & Pav. y publicado en Florae Peruvianae, et Chilensis Prodromus 71. 1794. La especie tipo es: Brunellia inermis Ruiz & Pav.
Etimología

## Especies seleccionadas
- Brunellia acostae, Cuatrec.
- Brunellia almaguerensis, Cuatrec.
- Brunellia antioquensis, (Cuatrec.) Cuatrec.
- Brunellia boqueronensis, Cuatrec.
- Brunellia cayambensis, Cuatrec.
- Brunellia darienensis, Cuatrec. & Porter
- Brunellia ecuadoriensis, Cuatrec.
- Brunellia farallonensis, Cuatrec.
- Brunellia macrophylla, Killip & Cuatrec.
- Brunellia morii, Cuatrec.
- Brunellia occidentalis, Cuatrec.
- Brunellia ovalifolia, Bonpl.
- Brunellia pauciflora, Cuatrec. & C.I.Orozco
- Brunellia penderiscana, Cuatrec.
- Brunellia racemifera, Tulasne
- Brunellia rufa, Killip & Cuatrec.
- Brunellia subsessilis, Killip & Cuatrec.
- Brunellia zamorensis, Steyerm.